# Veľká skala
Veľká skala (918 m) je krajinářsky hodnotné dolomitové bradlo, které se nachází v pohoří Velká Fatra, jižně od Ružomberku. Spolu s jižněji situovaným Sidorovem vytváří hřeben, táhnoucí se západním okrajem Revúcké doliny.

## Turistika
Vrch je díky blízkosti města snadno dostupný:
- Po červené  značce od městského úřadu v Ružomberku nebo ze Sidorova